# Planctopirus
Planctopirus es un género de bacterias de la familia Planctomycetaceae. Fue descrito por Scheuner et al. en 2015.

## Filogenia
La taxonomía actualmente aceptada se basa en el listado de nombres procariotas con posición en nomenclatura (LPSN) y el Centro Nacional para la Información Biotecnológica (NCBI)
| Planctopirus | \| \| P. hydrillae \| \| \| \| \| \| P. limnophila \| \| \| \| |
|              | \| \| P. hydrillae \| \| \| \| \| \| P. limnophila \| \| \| \| |
|              | P. hydrillae                                                   |
|              |                                                                |
|              | P. limnophila                                                  |
|              |                                                                |

|  | P. hydrillae  |
|  |               |
|  | P. limnophila |
|  |               |

|  | P. ephydatiae Kohn et al. 2020                                                                                               |
|  | |
|  | \| \| P. hydrillae Yadav et al. 2018 \| \| \| \| \| \| P. limnophila (Hirsch & Muller 1986) Scheuner et al. 2015 \| \| \| \| |
|  | |
|  | P. hydrillae Yadav et al. 2018                                                                                               |
|  | |
|  | P. limnophila (Hirsch & Muller 1986) Scheuner et al. 2015                                                                    |
|  | |

|  | P. hydrillae Yadav et al. 2018                            |
|  |                                                           |
|  | P. limnophila (Hirsch & Muller 1986) Scheuner et al. 2015 |
|  |                                                           |

|  | P. ephydatiae Kohn et al. 2020                                                                                               |
|  | |
|  | \| \| P. hydrillae Yadav et al. 2018 \| \| \| \| \| \| P. limnophila (Hirsch & Muller 1986) Scheuner et al. 2015 \| \| \| \| |
|  | |
|  | P. hydrillae Yadav et al. 2018                                                                                               |
|  | |
|  | P. limnophila (Hirsch & Muller 1986) Scheuner et al. 2015                                                                    |
|  | |

|  | P. hydrillae Yadav et al. 2018                            |
|  |                                                           |
|  | P. limnophila (Hirsch & Muller 1986) Scheuner et al. 2015 |
|  |                                                           |